# Il Carabiniere della Nuova Italia
Il Carabiniere della Nuova Italia è stato un mensile italiano, con sede a Roma. La testata fu fondata nel novembre 1944 e cessò le pubblicazioni con il numero di dicembre 1947 sostituita da Il Carabiniere.

## Storia
Nel novembre 1944 apparve il primo numero del periodico edito a cura del Comando generale dell'Arma dei Carabinieri e stampato sempre dall'Istituto Poligrafico e Zecca dello Stato. Nella presentazione che compariva in prima pagina si faceva espresso riferimento alla tradizione e agli obiettivi: "Il giornale sorge sotto gli auspici del Comando Generale dei Carabinieri Reali allo scopo di tenere accesa nelle file dell'Arma la fiaccola della fede nei destini della nostra Istituzione, nell'affermazione dei più alti e più nobili ideali che in essa trovano concreta espressione. Nuovo nella veste e nello spirito, il giornale si ricollega ad una antica tradizione che ha posto l'Arma, per oltre un secolo, all'avanguardia del pensiero militare". 
Il periodico affrontò vari temi e cercò di diffondere in tutta l'Arma dei Carabinieri le attività in corso, nonché fece di tutto per ricordare i caduti, con particolare attenzione per coloro che avevano opposto resistenza all'occupazione tedesca dell'Italia dopo la dichiarazione dell'8 settembre 1943.
La rivista dedicò molta attenzione all'attività sportiva che comprendeva sia l'addestramento svolto presso la Legione Allievi Carabinieri e presso ogni singolo battaglione Carabinieri, sia di vari militari che si distinguevano in manifestazioni sportive.
Il periodico cessò le pubblicazioni con il numero di dicembre 1947. Con il Referendum istituzionale del 1946 la nuova Italia era nata e ragioni di opportunità sconsigliavano di mantenere quella denominazione. La rivista rinacque con il più semplice nome de Il Carabiniere.

## Supplementi
Nell'ultimo numero, uscito alla fine del 1947, fu inserito a supplemento il Bollettino Notiziario del Museo Storico dell'Arma dei Carabinieri, che riprese le pubblicazioni dopo la pausa causata dagli eventi bellici. Il Museo storico, dunque, si appoggiò al periodico istituzionale per dare alle stampe, nello stesso formato editoriale, il solo n. 27 della serie, datato 20 dicembre 1947 in cui si presentavano in due sole pagine le attività principali dell'istituto culturale.